# Костюшко Іван Іванович
Іван Іванович Костюшко (31 липня 1919, околиця Букорева, Вітебська область, БССР — 3 березня 2018) — радянський історик-славіст, доктор історичних наук, професор, перший головний редактор журналу «Радянське слов'янознавство».

## Біографія
Народився на околиці Букорева Кохановського району Вітебської області (Білоруська РСР). Походить з волинського шляхетського роду Костюшковичів-Хоболтовських. У 1936 році закінчив мінську школу. З 1938 по 1941 роки навчався в Московському історико-архівному інституті, однак навчання перервала війна. З 1941 року служив військовим медиком (в РСЧА і в Війську Польському). 1943 році був нагороджений медаллю «За бойові заслуги», а в 1945 році отримав медалі «За звільнення Варшави» і «За перемогу над Німеччиною». Також є кавалером орденів Вітчизняної війни I ступеня, Дружби народів і срібного «Хреста заслуги» (ПНР). В 1946 році був демобілізований у званні капітана медичної служби. У тому ж році відновив навчання в МДІАІ, який закінчив у 1947 році.
У 1947-1948 роках працював науковим співробітником Центрального державного архіву Жовтневої революції МВС Білоруської РСР в Мінську. З 1949 по 1951 роки навчався в аспірантурі Інституту слов'янознавства АН СРСР; в 1952 році під керівництвом академіка Б. Д. Грекова захистив дисертацію на здобуття наукового ступеня кандидата історичних наук «Розвиток капіталізму і криза феодально-кріпосницьких відносин в польському селі (Царство Польське в 30-х-початку 60-х рр. XIX ст.)». Ступінь доктора історичних наук І. І. Костюшко отримав у 1964 році за монографію «Селянська реформа 1864 р. в Царстві Польському» (видана в 1962 році).
З 1952 по 2009 рік був науковим співробітником Інституту слов'янознавства. Співавтор тритомного видання «Історія Польщі» (II і III томи). У 1965 році став першим головним редактором журналу «Радянське слов'янознавство», пропрацювавши на цій посаді майже 22 роки. У 1970 — 1988 роках він керував сектором історії країн Центральної і Південно-Східної Європи періоду загальної кризи капіталізму в Інституті слов'янознавства та балканістики АН СРСР. У 2009 році вийшов на пенсію.
Науковими інтересами І. І. Костюшко були соціально-економічна і політична історія Польщі XIX—XX століть, аграрні реформи в країнах Центральної та Східної Європи Нового і Новітнього часу.

## Основні роботи

### Монографії
- Костюшко И. И. Аграрная реформа 1848 г. в Австрии. — М.: Институт славяноведения и балканистики РАН, 1993. — 238 с.
- Костюшко И. И. Аграрные реформы в Австрии, Пруссии и России в период перехода от феодализма к капитализму: Сравнительный очерк. — М.: Институт славяноведения и балканистики РАН, 1994. — 144 с.
- Костюшко И. И. Из истории советско-польских отношений. Польское бюро ЦК РКП(б), 1920—1921 гг. — М.: Институт славяноведения РАН, 2005. — 143 с.
- Костюшко И. И. Крестьянская реформа 1864 г. в Царстве Польском. — М.: Академия наук СССР, 1962. — 494 с.
- Костюшко И. И. Прусская аграрная реформа: к проблеме буржуазной аграрной эволюции прусского типа. — М.: Наука, 1989. — 261 с.

### Статті в журналах
- Костюшко И. И. Боевые традиции народного Войска Польского // Советское славяноведение. — 1973. — № 5.
- Костюшко И. И. Выкуп и регуляция феодальных повинностей в силезии по законам от 2 марта 1850 года // Советское славяноведение. — 1980. — № 6. — С. 31-50.
- Костюшко И. И. IX Международный съезд славистов // Советское славяноведение. — 1984. — № 2. — С. 5-8.
- Костюшко И. И. Деятельность КПСС и ПОРП по укреплению советско-польской дружбы // Советское славяноведение. — 1983. — № 2. — С. 10-16.
- Костюшко И. И. Долгосрочная программа развития экономического и научно-технического сотрудничества между СССР и ПНР на период до 2000 года // Советское славяноведение. — 1985. — № 3. — С. 86-89.
- Костюшко И. И. Историко-славистические исследования в СССР (1971—1978) // Советское славяноведение. — 1979. — № 3. — С. 87-95.
- Костюшко И. И. К вопросу об экономическом сотрудничестве Советского Союза и народной Польши в период войны с фашистскими захватчиками (июль 1944 — май 1945 г.) // Советское славяноведение. — 1974. — № 3. — С. 21-28.
- Костюшко И. И. К вопросу о польских военнопленных 1920 года // Славяноведение. — 2000. — № 3. — С. 42-62.
- Костюшко И. И. К столетию восстания 1963 г. в царстве Польском, Литве, Белоруссии и на Правобережной Украине // Вопросы истории. — 1963. — № 1.
- Костюшко И. И. Обсуждение книги по истории польского народа // Вопросы истории. — 1955. — № 10. — С. 170—174.
- Костюшко И. И. Регуляция и выкуп феодальных повинностей в Силезии // Советское славяноведение. — 1975. — № 6. — С. 45-64.
- Костюшко И. И. Регуляция и выкуп феодальных повинностей в Силезии в 1816—1849 годах // Советское славяноведение. — 1976. — № 5. — С. 37-61.
- Костюшко И. И. Советско-польский договор от 8 апреля 1965 года // Советское славяноведение. — 1972. — № 2. — С. 3-7.
- Костюшко И. И. 40-летие Польской Народной Республики // Советское славяноведение. — 1984. — № 4. — С. 3-12.
- Костюшко И. И. Традиции революционной борьбы КПП и объединение польского рабочего движения // Советское славяноведение. — 1968. — № 6. — С. 18-26.
- Костюшко И. И. Традиции совместной борьбы народов СССР и ПНР за свободу, независимость и социальный прогресс // Советское славяноведение. — 1978. — № 5. — С. 3-8.

### Статті в книгах та збірниках
- Костюшко И. И. Попытка советской России в 1920 г. разрушить версальскую систему мира // Восточная Европа после Версаля. — СПб.: Алетейя, 2007. — С.163-186.

### Доповіді
- Валев Л. Б., Костюшко И. И., Сумарокова М. М. Кризис буржуазной демократии в западных и южных славянских странах (Межвоенный период) // История, культура, этнография и фольклор славянских стран: VIII Международный съезд славистов (Загреб — Любляна, сентябрь 1978 г.). — М.: Наука, 1978. — С. 85-107.
- Гришина Р. П., Костюшко И. И., Сумарокова М. М. Октябрьская революция и политические преобразования в зарубежных славянских странах // История, культура, этнография и фольклор славянских стран: X Международный съезд славистов (София, сентябрь 1988 г.). — М.: Наука, 1988. — С. 3-16.
- Костюшко И. И., Сумарокова М. М. Октябрьская революция и развитие революционной мысли в Польше и Югославии (1917—1923 гг.) // VII Международный съезд славистов (Варшава, август 1973 г.). — М.: Наука, 1973. — С. 5-27.